# Chaque jour est un arbre qui tombe
Chaque jour est un arbre qui tombe est un roman de Gabrielle Wittkop paru en 2006.